# Cap Stokksnes
Le cap Stokksnes est un promontoire situé sur la côte sud-est de l'Islande, près de Höfn et Hornafjörður.

## Géographie
Il est situé au sud du mont Kastarárfjall et comprend le Vestrahorn, que l'on voit dans le film de Bollywood Dilwale.
La station radar H-3 de Stokksnes est située à la pointe du promontoire. Le système de défense aérienne islandais utilise la station pour surveiller l'espace aérien du pays.